# Facteur de croissance épidermique
Pour les articles homonymes, voir EGF.
Le facteur de croissance épidermique (EGF, de l'anglais epidermal growth factor) est une hormone protéique aux multiples actions, principalement trophiques. Son gène est EGF, situé sur le chromosome 4 humain. Son site d'action ne se résume pas au tissu épidermique mais plutôt à l'ensemble des tissus ; l'adjectif épidermique est historique. La fixation de cette hormone sur le récepteur de l'EGF provoque une activité mitotique très rapide au sein des tissus ciblés.

## Forme active
L'EGF est synthétisé sous forme d'un précurseur protéique massif, comptant, chez la souris, 1 217 résidus d'acides aminés avant d'être clivé en un peptide de 53 acides aminés (résidus 977 à 1029), ce qui correspond à une masse moléculaire de 6,4 kDa. La forme active représente environ 4 % de la masse du précurseur. La présence de trois ponts disulfures augmente considérablement la stabilité de l'EGF ainsi que sa résistance à la dégradation par les protéases, tout en contraignant la structure à adopter une conformation rigide.

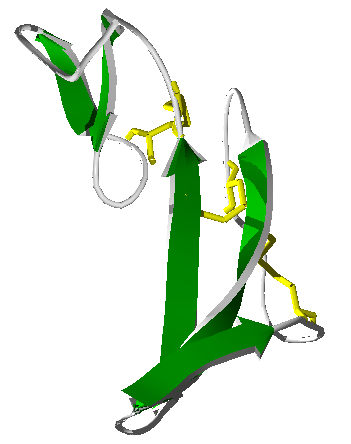
Structure tridimensionnelle de l'EGF. On distingue cinq parties organisées en feuillet β (vert) ainsi que la présence de trois ponts disulfures intra-chaîne (jaune).

## Transduction du signal
L'EGF est une protéine soluble, ne pouvant donc pas traverser la membrane plasmique hydrophobe. La transmission de l'information à l'intérieur de la cellule se fait par fixation au récepteur spécifique de l'EGF. Cette fixation induit une dimérisation du récepteur. Il y a alors transphosphorylation au niveau de certains résidus tyrosines du récepteur (activité tyrosine kinase intrinsèque du récepteur). Les tyrosines phosphorylées servent de point d'ancrage ou de dockage aux protéines à domaine SH2 (SRC homolgy domain) et permettent l'interaction avec d'autres protéines.
4 protéines principales de ce type se lient au récepteur :
- PLCγ (Phospholipase C gamma) ;
- GRB2 ;
- GAP (GTPase Activating Protein) ;
- SRC (protéine du sarcome de Rous).

La phospholipase catalyse la réaction PIP2 (phosphatidylinositol biphosphate) → IP3 (inositol triphosphate) + DAG (diacylglycérol). L'IP3 s'associe à un canal ionique du réticulum endoplasmique ce qui provoque la libération de l'ion calcium. Le DAG active une protéine kinase de type C (PKC, protéine sérine thréonine kinase dépendant du calcium et de phospholipide), insuffisamment activée par le taux de calcium basal (100 nanomoles par litre).
GRB2 possède un domaine SH3 qui recrute le facteur RAS-GEF (GDP exchange factor), remplaçant le GDP d'une protéine G de type RAS par un GTP. RAS-GTP peut alors recruter une protéine RAF au niveau de la membrane, qui est phosphorylée par PKC (la réaction est catalysée par SRC).
RAF phosphorylée peut alors phosphoryler et activer une MAP (Mitogen Activated) kinase qui à son tour active une MAP kinase. Cette dernière phosphoryle les facteurs de transcription JUN et TCF qui provoquent respectivement l'expression des oncogènes Jun et Fos.
Cette voie conduit donc principalement à une augmentation de l'activité de transcription de la cellule et à une augmentation de la réplication de l'ADN, ce qui se traduit par une stimulation de la croissance cellulaire et de la division (mitose).

## Effets biologiques
- Contrôle de l'expression génétique : l'EGF est un facteur de croissance. Il se fixe sur un dimère membranaire ce qui induit l'autophosphorylation de ce récepteur. Cette phosphorylation active le complexe Grb2-Sos qui échange le GDP en GTP d'une petite molécule, le Ras. Dès que Ras est phosphorylé, il se fixe à la membrane plasmique où il agit sur une protéine RAF1 (qui appartient à la famille des MAP-kinases) et permet sa phosphorylation par une kinase membranaire. Raf1-P est à l'origine d'une suite d'activations en cascade par phosphorylation d'une série de MAP-Kinases hyaloplasmiques ; MEK puis ERK. Sous forme phosphorylée (ERK-P), il entre dans le noyau et active par phosphorylation divers facteurs de transcription.

- Rôle dans l'embryogenèse : au cours du mécanisme d'implantation (fin de 1re semaine de développement, 3e semaine d'aménorrhée), la muqueuse utérine exprime EGF, qui sera reconnu par le pôle embryonnaire du blastocyste (où se situe le bouton embryonnaire), permettant ainsi la reconnaissance, et le début de la nidation.

## Importance en santé humaine
EGF est une molécule qui, avec des protéines EGF-like, se lie sur un récepteur de type EGF qui lui est un proto-oncogène, c’est-à-dire qu'il peut s'intégrer un ARN viral et faire en sorte que non seulement la cellule hôte participe à la réplication du virus comme c'est le cas pour tous les virus mais qu'en plus la cellule hôte soit elle aussi transformée et devienne une cellule cancéreuse dans laquelle le récepteur à l'EGF n'aura plus son fonctionnement normal et participera à la multiplication cellulaire. Dans le cas du récepteur à l'EGF, celui-ci dans une cellule anormale va être surexprimé ou alors il y aura des mutations activatrices, conduisant dans tous les cas à une prolifération cellulaire à cause de la cascade de réactions décrite plus haut.